# Bernice Eddy
Bernice Eddy (Glen Dale, Virgínia de l'Oest; 30 de setembre de 1903 - 24 de maig de 1989) va ser una viròloga i epidemiòloga nord-americana. Ella i Sarah Elizabeth Stewart són conegudes pels seus descobriments relacionats amb el polyomavirus, especialment el poliomavirus SV40.

## Vida personal i educació

### Primers anys de vida
Bernice Eddy va néixer el 1903 en una família de metges. Juntament amb els seus pares, Nathan E. Eddy i Clara C. Eddy (de soltera Griffith), vivia a Auburn, West Virginia, amb tres germans més petits. Bernice Eddy i la seva mare es van traslladar a Marietta, Ohio, uns quants anys després de la mort del seu pare, on ella es va graduar, al Marietta College, el 1924. Va continuar estudiant a la Universitat de Cincinnati, i obtingué un màster el 1925 i un doctorat en bacteriologia. el 1927.

### Vida familiar
Eddy es va casar amb el doctor Jerald G. Wooley el 1938, als 35 anys i la parella treballà als Instituts Nacionals de Salut (NIH) com a bacteriòlegs. Eddy i Wooley van tenir dues filles, Bernice i Sarah. Jerald Guy Wooley va morir als 64 anys, deixant Eddy, que tenia 52 anys aleshores, amb les seves dues filles.

## Instituts Nacionals de Salut
El 1930 Bernice Eddy es va incorporar al Servei de Salut Pública dels Estats Units. El 1935 es va traslladar als Instituts Nacionals de Salut de Bethesda, Maryland, on es va incorporar a la Divisió de Control Biològic, el departament encarregat de comprovar la qualitat de les vacunes distribuïdes pel govern federal dels Estats Units. Sobretot va ser responsable de provar diferents vacunes contra la poliomielitis de cinc empreses diferents mentre treballava a la divisió de control biològic.

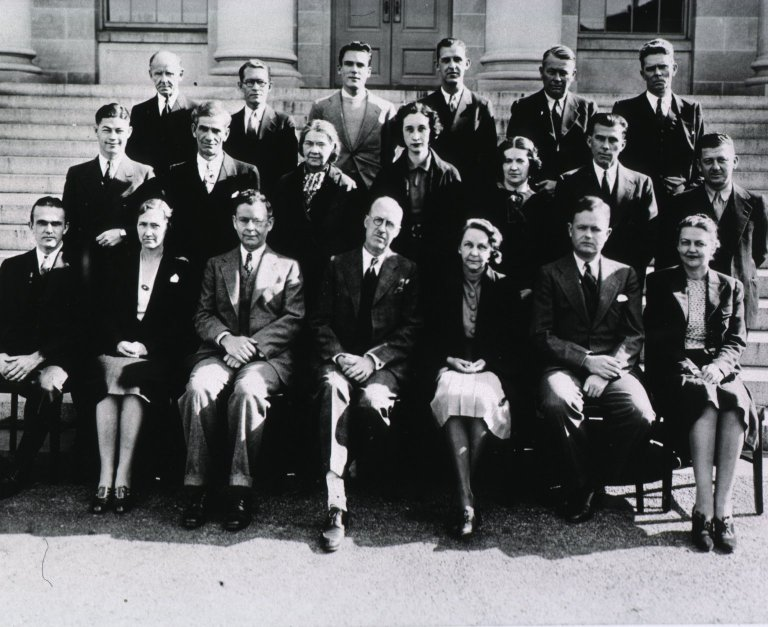
Institut Nacional de Salut dels EUA, Divisió de Control Biològic, on figura Bernice Eddy, a baix a la dreta

### Prova de vacuna contra la grip
Durant la Segona Guerra Mundial, Eddy es va fer responsable de comprovar la qualitat de les vacunes contra la grip utilitzades per l'exèrcit dels Estats Units. Com a part de la divisió de control biològic, Bernice Eddy i el seu equip van crear la primera prova de potència fiable per a les vacunes contra la grip perquè la qualitat i l'eficàcia fossin consistents durant tot el procés de fabricació. Va provar les vacunes contra la grip de l'exèrcit durant 16 anys fins que va ser ascendida a cap de proves de vacunes contra el virus de la grip el 1944.

### Investigació de la vacuna contra la poliomielitis
Paral·lelament a la seva feina com a cap de proves de vacunes contra el virus de la grip, Eddy va començar la investigació sobre vacunes contra la poliomielitis als Instituts Nacionals de Salut el 1952. Justament aquest va ser l'any en què el virus de la poliomielitis assolia el seu màxim als Estats Units, amb més de 59.000 casos confirmats. El 1953 se li va concedir el Premi d'assoliment superior del NIH per la investigació sobre vacunes contra la poliomielitis.

### Incident amb els Laboratoris Cutter
El 1954, els Instituts Nacionals de Salut van delegar en Bernice Eddy les proves de seguretat per a un lot de vacunes antipoliomielitiques desactivades desenvolupades per Jonas Salk per als Laboratoris Cutter. La vacuna contra la poliomielitis inactivada de Salk era una vacuna contra virus morts que s'havia d'utilitzar en un programa nacional massiu de vacunació. La feina d'Eddy era provar les vacunes inactivades de cinc empreses diferents. Després de provar-les en 18 micos, ella i el seu equip van descobrir que la vacuna de Cutter Laboratories contenia poliovirus viu residual, cosa que va provocar que els micos mostressin símptomes semblants a la poliomielitis i paràlisi, així que Bernice Eddy va concloure que tres dels sis lots contenien el virus de la poliomielitis viu. Aquestes troballes van apuntar a un procés de fabricació de vacunes defectuós a Cutter Laboratories. Eddy va informar de les seves troballes sobre les vacunes defectuoses al cap del Laboratori de Control Biològic, William Workman, que no va fer cas de les advertències d'Eddy; i així, els problemes detectats no es van transmetre al comitè assessor de llicències. Workman va invalidar les troballes d'Eddy i la va acomiadar de la investigació sobre la poliomielitis. Com a resposta, van tornar a fer-li fer proves de vacunes contra la grip. I la vacuna defectuosa va ser autoritzada per al seu ús al públic. Es van fabricar i produir 120.000 dosis de vacuna contra la poliomielitis que contenia una versió inactivada incorrectament del virus viu de la poliomielitis. Dels nens que van rebre la vacuna, 40.000 van desenvolupar poliomielitis abortiva (una forma menys agressiva de la malaltia que no afecta el sistema nerviós central ), 51 van desenvolupar poliomielitis paralítica, i d'aquests, cinc nens van morir de poliomielitis. Les exposicions van provocar una epidèmia de poliomielitis a les famílies i comunitats dels nens afectats, que va provocar la mort de 5 nens i 113 més quedaren paralitzats amb la poliomielitis paralítica. El 29 d'abril de 1955 William Sebrell, el director dels Instituts Nacionals de Salut, va presidir una reunió per examinar els protocols de fabricació de Cutter. Eddy també hi va assistir i no es va arribar a cap conclusió sobre què hauria de fer de manera diferent Cutter en el seu procés de fabricació.
El 6 de maig de 1955 el director associat de l'Institut Nacional de Salut, Leonard A. Scheele, va anunciar a la premsa que el programa nacional de vacunació contra la poliomielitis s'ajornaria fins a nou avís. Com a resultat d'això, els fabricants de vacunes van retenir 3,9 milions de dosis de vacuna contra la poliomielitis, i la suspensió del programa de vacunació contra la poliomielitis als Estats Units va anar seguida per una suspensió d'accions similars de vacunació contra la poliomielitis a Gran Bretanya, Suècia, Alemanya Occidental i Sud-àfrica. L'incident de Cutter va ser un dels pitjors desastres farmacèutics de la història dels Estats Units i va exposar diversos milers de nens al virus de la poliomielitis viu amb vacunació. La secretària de Salut, Educació i Benestar, Oveta Culp Hobby, va renunciar al càrrec. Sebrell, el director dels Instituts Nacionals de Salut, va dimitir.

### Investigació sobre elpoliomavirus
Després de l'incident amb Cutter el 1954, Bernice Eddy, que havia estat apartada de la recerca, va ser abordada per Sarah Elizabeth Stewart, la seva col·lega dels National Institutes of Health, l'any 1956, mentre totes dues treballaven provant vacunes contra el refredat comú, que li va demanar ajuda per fer créixer l'agent que causava tumors paròtids en ratolins. Eddy va acceptar fàcilment i totes dues científiques van elaborar ben aviat les característiques de l'agent que no es va definir com a virus a les seves publicacions fins al 1959.
Basant-se en treballs anteriors de Ludwik Gross, Stewart i Bernice Eddy van ser les primeres a descriure un poliomavirus. Ho van fer injectant en ratolins òrgans d'altres ratolins que se sap que contenien leucèmia, i observant el creixement del tumor cancerós que no estava relacionat amb la leucèmia. Van satisfer els postulats de Koch per demostrar que el poliomavirus pot provocar que el càncer es transmeti d'animal a animal. Stewart i Eddy van continuar provant la teoria que els components virals són capaços d'induir tumors. Van provar extractes de tumors tant d'embrions de mico com de ratolí, i van trobar que els embrions de ratolí contenien una més gran quantitat d'agents virals causants de càncer, fet que els va portar a deduir que els virus poden ser agents causants del càncer. Pot absorbir el virus el conillet d'índies, el hàmster o els eritròcits humans en l'hemaglutinació que causa el fred. També van concloure que el poliomavirus era capaç de causar 20 tipus diferents de tumors de ratolí. Alguns dels tumors observats eren sarcomes angiomatosos en hàmsters daurats, sarcomes en rates i nòduls mesenquimàtics en conills. Eddy i Stewart van demostrar que el virus provoca necrosi cel·lular i proliferació en cultius cel·lulars, que és altament antigènic i que condueix a la formació d'anticossos específics en animals infectats, tant si s'hi desenvolupen tumors com si no. Segons el suggeriment d'Eddy, el virus va ser batejat com a polioma, que significa 'molts tumors' (poli-oma).
El virus va rebre el nom de Stewart-Eddy o virus del polioma SE, pels cognoms respectius. Els resultats de la seva col·laboració els van fer guanyar el reconeixement de la revista Time el 1959, amb una notícia de portada sobre agents virals acabats de descobrir causants de càncer.

### Rivalitat de Ludwik Gross
Ludwik Gross i Sarah Stewart havien estat investigant virus causants de càncer simultàniament i per separat, i eren conscients del treball de l'altre des d'almenys el desembre de 1952. Tots dos havien descobert de manera independent tumors paròtids al mateix temps, i cadascun va recriminar l'altre per no citar el treball del col·lega. Quan Stewart i Eddy, juntament amb Borgese, van publicar el seu article de 1958 sobre un virus inductor de tumors paròtids (més tard anomenat poliomavirus SE), el treball anterior de Gross sobre el virus paròtid no es va citar. La rivalitat va arribar a un màxim l'any 1958, quan Jacob Furth va atribuir el descobriment del virus del tumor paròtid tant a Stewart com a Gross. Tot i que Gross va afirmar ser el primer descobridor del virus, Stewart va sostenir que ella i Eddy el van descobrir de manera independent. Quan el virus va ser rebatejat com a poliomavirus SE, en reconeixement de Stewart i Eddy, Gross va sentir que això reduïa el seu paper en el descobriment i va escriure diverses cartes als seus companys en què aportava el seu punt de vista. Més tard, Eddy hi estaria d'acord, i va afirmar que "li vam posar nom. Probablement no hauríem d'haver-ho fet" i "ell (Gross) va tenir aquest virus abans que nosaltres. No hi havia cap dubte".

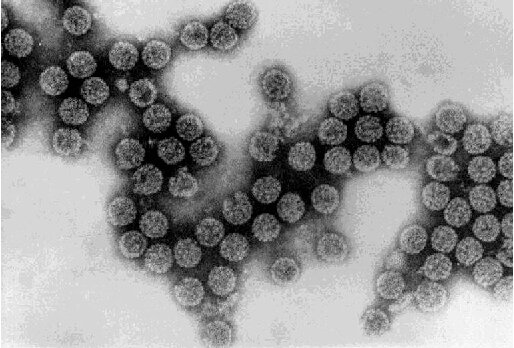
Micrografia electrònica del poliomavirus SV40

### Investigació del virus SV40
El 1959, Bernice Eddy va començar a fer estudis de seguretat sobre vacunes contra la poliomielitis, que utilitzaven virus cultivats en cèl·lules renals de mico. El 1961, Eddy va demostrar que un extracte de cèl·lules renals de mico rhesus, utilitzat en la creació de la vacuna contra la poliomielitis, causava tumors en hàmsters nounats. Concretament, 109 dels 154 hàmsters injectats amb l'extracte van mostrar signes de creixement tumoral. Els extractes d'aquestes neoplàsies es van trasplantar a un nou grup de ratolins on es va observar un creixement tumoral similar. Els trasplantaments d'extracte tumoral es van produir durant cinc generacions de ratolins. El 1962, Eddy va presentar proves que l'agent oncològic present al sèrum de cèl·lules renals de mico rhesus era capaç d'induir tumors histològicament similars en les mateixes condicions que SV40, i que aquests tumors mostraven propietats diferents que el virus del polioma SE, que era l'únic altre material biològic conegut per ser capaç d'induir tumors en gairebé tots els hàmsters injectats com a nounats. De manera similar a SV40, els extractes de cèl·lules renals de mico rhesus es van mantenir infecciosos després del pas per filtres i nivells similars d'exposició a l'èter dietílic, la calor i l'emmagatzematge a -70°C. Eddy també va proporcionar proves que els extractes es van inhibir (i, doncs, els tumors no es desenvoluparien) en condicions que també inhibien el desenvolupament del tumor SV40. Això inclou la inhibició en animals que havien rebut extractes de cèl·lules renals de mico rhesus combinats amb sèrum de conill anti-SV40. Donada la preponderància de l'evidència, aquest article va arribar a la conclusió que l'agent oncològic dels extractes de cèl·lules renals de mico rhesus era idèntic al virus SV40.
Aquest descobriment va tenir una importància tant pràctica com teòrica. Des d'un punt de vista pràctic, el descobriment va explicar els orígens de la contaminació generalitzada d'una varietat d'existències de virus de llavors i vacuna contra el virus de la poliomielitis viu per SV40 que s'havia descrit en un article de 1960 signat per Ben Sweet i Maurice Hilleman. Eddy va suggerir que aquesta contaminació es podria evitar en el futur examinant cultius de cèl·lules renals de C. aethiops per als canvis citopàtics (cel·lulars) característics que provoca SV40. Aquesta troballa va portar Merck a retirar voluntàriament la seva vacuna contra la poliomielitis. Des del punt de vista teòric, va afegir un creixent conjunt d'evidències que el mico, com el ratolí, podria albergar virus oncogènics (causadors de càncer) que podrien afectar altres espècies animals.
El 1998, l'Institut Nacional del Càncer va dur a terme un gran estudi, fent servir informació sobre casos de càncer de la base de dades SEER de l'institut. Les conclusions publicades de l'estudi es van considerar de poc valor en una revisió del 2002 que va demanar més investigació. Un altre gran estudi a Suècia examinà les taxes de càncer de 700.000 persones que havien rebut una vacuna contra la poliomielitis potencialment contaminada fins al 1957; l'estudi va tornar a revelar que no s'incrementava la incidència de càncer entre les persones que havien rebut vacunes contra la poliomielitis que contenien SV40 en major grau que les que no.
No obstant això, un estudi de 1999 descobria "l'augment de la incidència de certs càncers entre els 98 milions de persones exposades a la vacuna contra la poliomielitis contaminada als EUA" La qüestió de si SV40 causa càncer en humans continuasent controvertida, però, caldrà el desenvolupament d'assajos millorats per a la detecció de SV40 en teixits humans per resoldre la controvèrsia.

## Altres investigacions destacades

### Recerca de la lepra
El 1937, Bernice Eddy i els seus col·legues van estudiar a l'Institut de Salut de Louisiana múltiples aspectes del Mycobacterium leprae, el bacteri que causa la lepra, per obtenir informació valuosa amb finalitats futures de diagnòstic. Un estudi realitzat per Eddy va trobar nous mitjans per cultivar Mycobacterium leprae als laboratoris. Un altre estudi destacat realitzat per Eddy inclou la investigació sobre determinats comportaments dels bacteris de la lepra en presència de leucòcits.

## Jubilació i mort
Bernice Eddy es va retirar dels Instituts Nacionals de Salut el 1973, als 70 anys. Després de la jubilació, va rebre diversos premis, inclosa una menció especial del secretari del Departament de Salut, Educació i Benestar Social (HEW). Eddy va morir el 24 de maig de 1989 a causa d'una aturada cardiorespiratòria.

## Premis i honors
Eddy va rebre un títol honorari de Doctora en Ciències del Marietta College el 1955, i el Departament de Salut, Educació i Benestar dels Estats Units li va concedir una Medalla de Servei Superior el 1967. Aleshores va ser honorada amb el NIH Director's Award el 1977. Aquesta és la cerimònia de lliurament de premis més prestigiosa i honora els grans èxits dels Instituts Nacionals de Salut. Eddy i la seva companya d'investigació Sarah E. Stewart van ser nominade dues vegades per al Premi Nobel.

## Estudis publicats
- Eddy, Bernice E. Public Health Reports, 59, 32, 1944, pàg. 1041–1045. DOI: 10.2307/4584990. ISSN: 0094-6214. JSTOR: 4584990.
- Eddy, Bernice E. Public Health Reports, 59, 15, 1944, pàg. 485–499. DOI: 10.2307/4584847. ISSN: 0094-6214. JSTOR: 4584847.
- Eddy, Bernice E. Public Health Reports, 55, 9, 1940, pàg. 347–361. DOI: 10.2307/4583194. ISSN: 0094-6214. JSTOR: 4583194.
- Eddy, B. E. Journal of Infectious Diseases, 52, 2, 01-03-1933, pàg. 242–245. DOI: 10.1093/infdis/52.2.242. ISSN: 0022-1899.
- Eddy, B. E. Journal of Infectious Diseases, 42, 5, 01-05-1928, pàg. 449–460. DOI: 10.1093/infdis/42.5.449. ISSN: 0022-1899.
- Eddy, Bernice E. Public Health Reports, 59, 14, 1944, pàg. 451–468. DOI: 10.2307/4584838. ISSN: 0094-6214. JSTOR: 4584838.
- Chinn, Alice L.; Eddy, Bernice E. Public Health Reports, 56, 2, 1941, pàg. 62. DOI: 10.2307/4583579. ISSN: 0094-6214. JSTOR: 4583579.
- Eddy, Bernice The Journal of Infectious Diseases, 107, 3, 12-1960, pàg. 361–368. DOI: 10.1093/infdis/107.3.361. JSTOR: 30101899. PMID: 13725645.
- Ward, T. G.; Eddy, B. E. Science, 112, 2913, 27-10-1950, pàg. 501–503. Bibcode: 1950Sci...112..501W. DOI: 10.1126/science.112.2913.501. ISSN: 0036-8075. PMID: 14787447.
- Eddy, Bernice American Journal of Public Health and the Nation's Health, 41, 9, 1951, pàg. 1133–1134. DOI: 10.2105/AJPH.41.9.1133-b. ISSN: 0002-9572. PMC: 1525832.